# نادي النجمة (السعودية)
نادي النجمة السعودي لكرة القدم هو نادٍ كرة قدم سعودي محترف، مقرهُ محافظة عنيزة بمنطقة القصيم وسط السعودية، تأسس عام 1960م، وكان يسمى في ذلك الوقت «النهضة»، حتى تأسس رسمياً بعد ذلك في سنة 1964، ويتكون شعارُ النادي من الأخضرِ والأبيض والأسود.
يقع النادي في محافظة عنيزة والذي يوجد بها أيضاً منافسه نادي العربي، ويعتبر نادي النجمة نادي رياضي شامل، إذ يوجد به العاب أخرى مثل كرة اليد وكرة السلة وغيرها من الألعاب الأخرى، وتعتبر كرة القدم هي الأبرز بالنادي والأكثر شعبيه خصوصاً بعدما لعب الفريق الأول لكرة القدم عدة مواسم في الدوري السعودي للمحترفين الذي صعد إليه موسم 1990-91 وهبط منه موسم 2002-03، صعد نادي النجمة من جديد الى الدوري السعودي للمحترفين بعد غياب 22 عام وذلك بفوزه على نادي أحد في الجولة 33 من دوري الدرجة الأولى السعودي بنتيجة 2/0.
ويتلقى النادي إعانة من وزارة الرياضة، إلا أن اعتماده الأكبر يأتي من قبل رجال أعمال من محافظة عنيزة كـ محمد عبدالله المنيف «عراب النجمة»، ومن خارجها مِن من لهم أصول من المحافظة.

## التأسيس
تأسس النادي على يد مجموعة من شباب المحافظة سنة 1960, حيث كونو لأنفسهم فريق أسموه «فريق الضليعة» نسبة لأحد أسماء الأحياء في المحافظة، وأطلق على الفريق بعدها اسم «نادي النهضة بعنيزة» حتى 7 يونيو 1966 حيث أستبدل الاسم إلى «نادي العروبة بعنيزة» وأستمر هذا الاسم حتى 11 نوفمير 1968 حيث أطلق علية اسم «نادي النجمة الرياضي بعنيزة», وسجل رسمياً في 8 يناير 1969 بقرار من وزير العمل والشئون الأجتماعية.
ويتكون شعار النادي من الأخضر والأسود منذ تأسيسه، إلا انه في سنة 1977 أضيف إليه اللون الأبيض بعد قرار توحيد شعارات الأندية من قبل الهيئة العامة للرياضة.

## مقر النادي
حينما تأسس النادي سنة 1960 كان النادي في مبنى مستأجر في حي «الضليعة»، ثم انتقل إلى مبنى مركز الخدمة الاجتماعية بعنيزة واستمر فيه حتى سنة 1968, بعدها استأجر النادي مقراً له في حي «الضليعة»، ثم مقراً آخر في حي «المستغيثة»، ثم انتقل إلى مبناه في حي «المطار» واستمر فيه حتى انتقل إلى منشأته الجديدة التي قامت الرئاسة العامة لرعاية الشباب بتشييدها، وتم الانتقال إلى المنشآت الجديدة في 20 يوليو 1985.
وقد بلغ تكلفة إنشاء مقر النادي مائة وعشرين مليون ريال سعودي، وقد أقيمت على مساحة تقدر بسبعين ألف متر مربع وتحتوي هذه المنشآت على ملعبين لكرة القدم مزروعة بالعشب الطبيعي يتسع أحدهما لأكثر من خمسة آلاف متفرج، كما يوجد في النادي صالة للعلاج الطبيعي ويوجد أيضاً صالة مغلقة للألعاب المختلفة تتسع لأكثر من ألف متفرج.

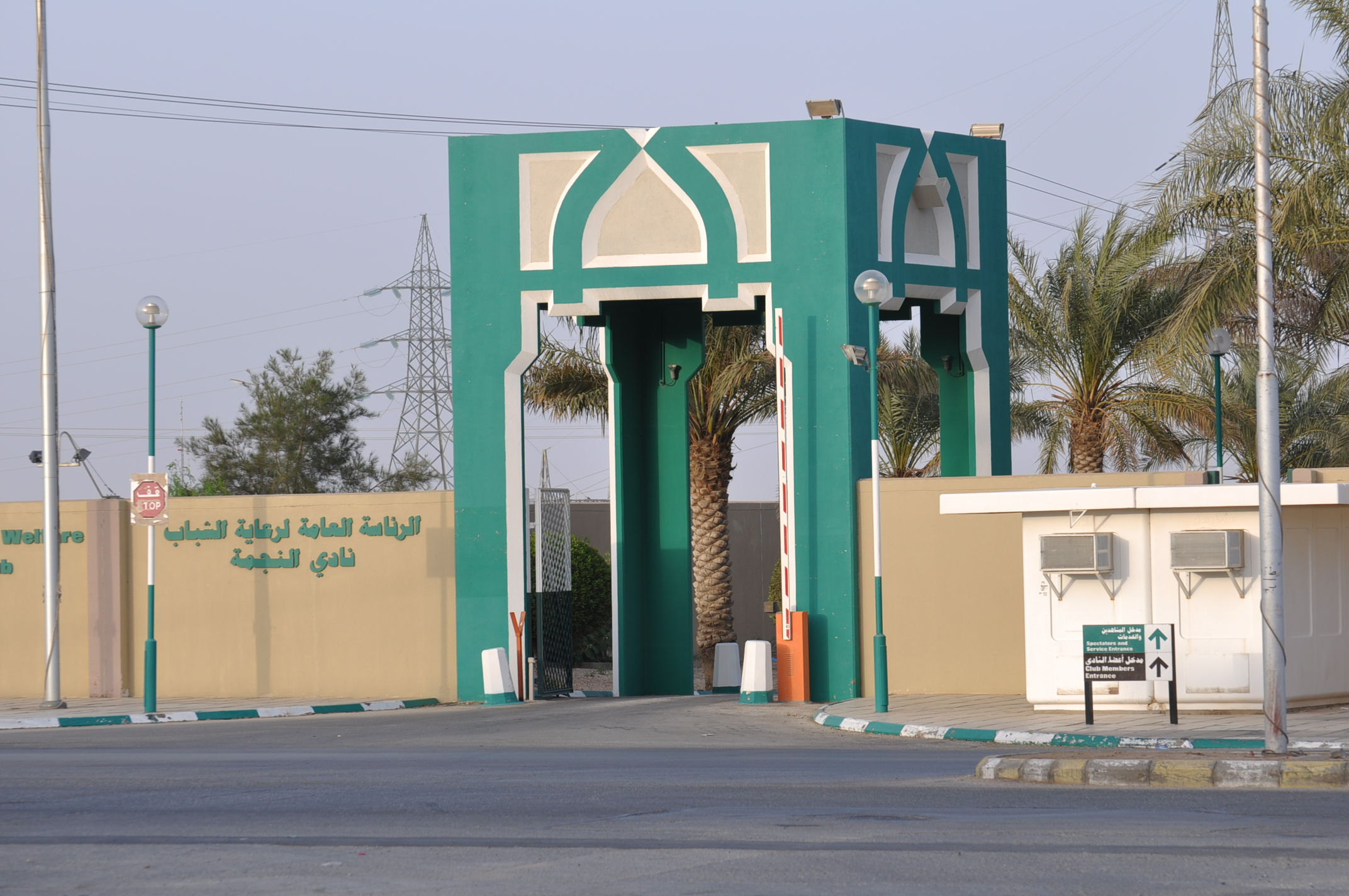
بوابة النادي
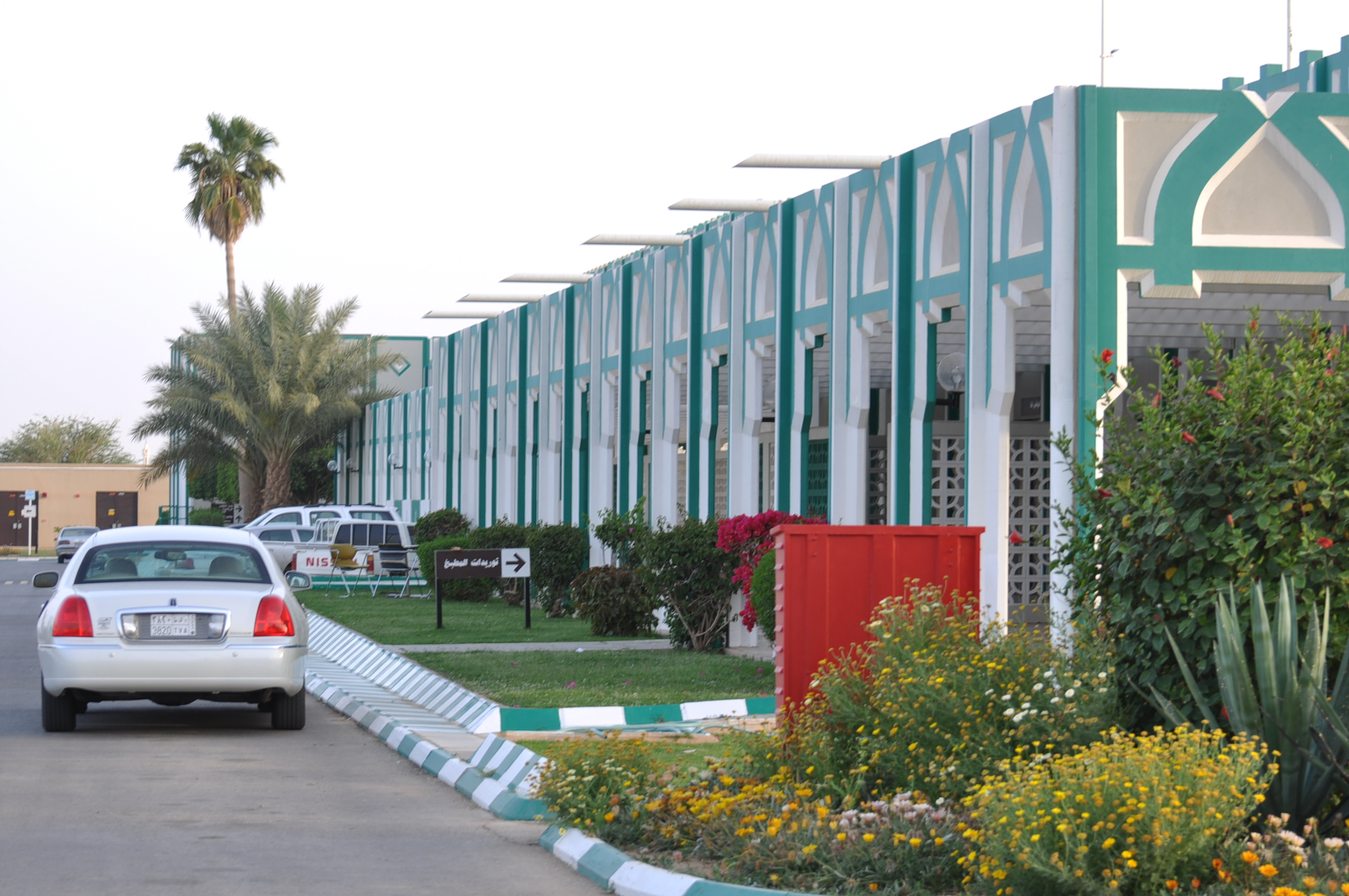
المكاتب الإدارية
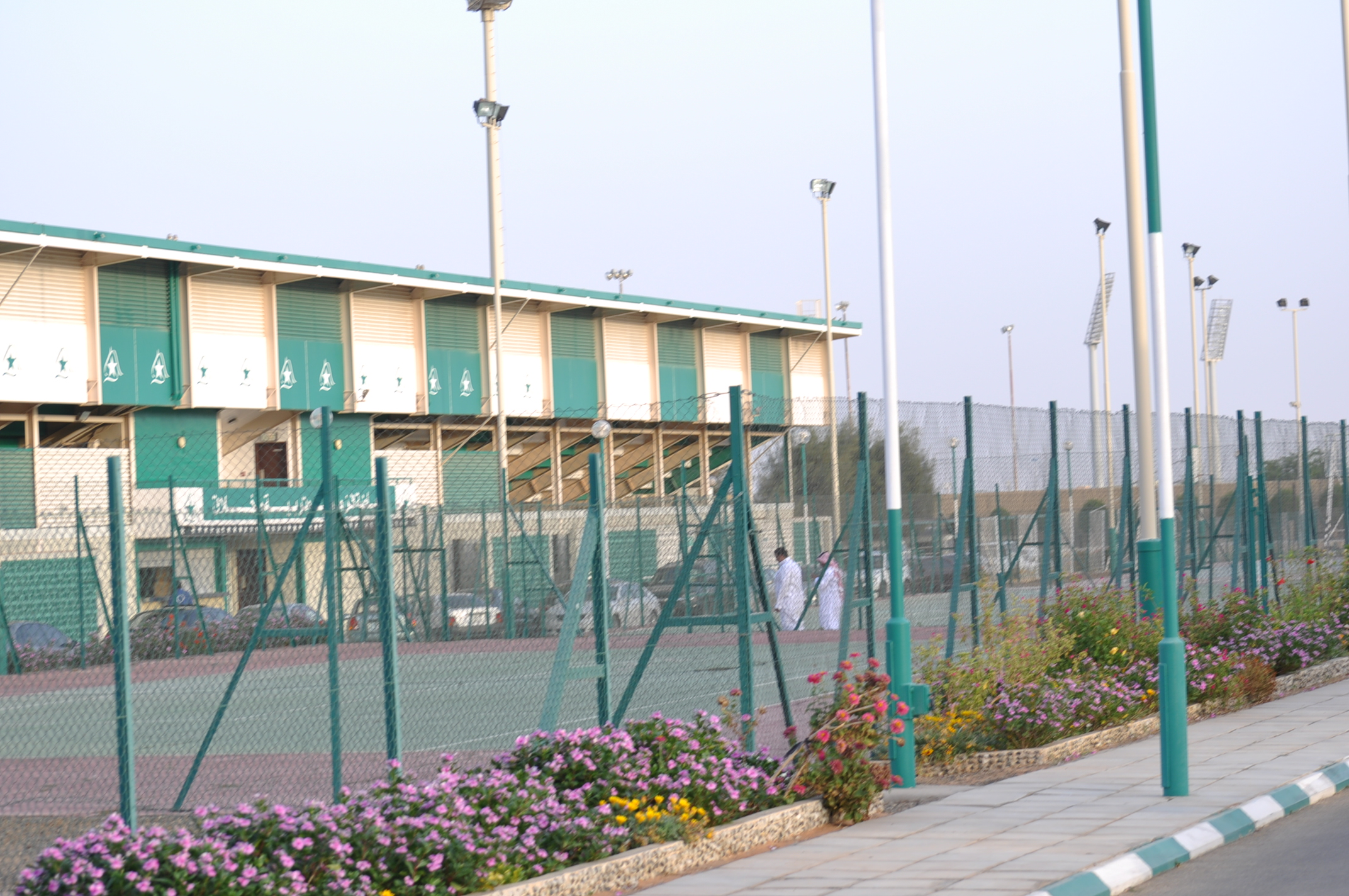
الملاعب المكشوفة

كما يوجد بالنادي خمسة ملاعب مكشوفة للكرة الطائرة والتنس الأرضي واليد والسلة وحلبة للمصارعة الرومانية، كما يحتوي النادي على ملاعب مغلقة للاسكواش ومطعم ومسبح مجهز بكامل التجهيزات وصالة للهوايات ومسجد يتسع لأكثر من مائتي مصلي. كما يحتوي النادي على مبنى مستقل للإدارة فيه مكاتب الإداريين وصالة استقبال بالإضافة لمكتبة النادي وصالة للاجتماعات، وقد جهز مبنى الإدارة بكافة الخدمات اللازمة وتم تجهيز النادي بعدد من الخدمات كالاتصالات والإذاعة الداخلية وأجهزة الإنذار وإطفاء الحريق والعديد من الحدائق وملاعب الأطفال.

## كرة القدم

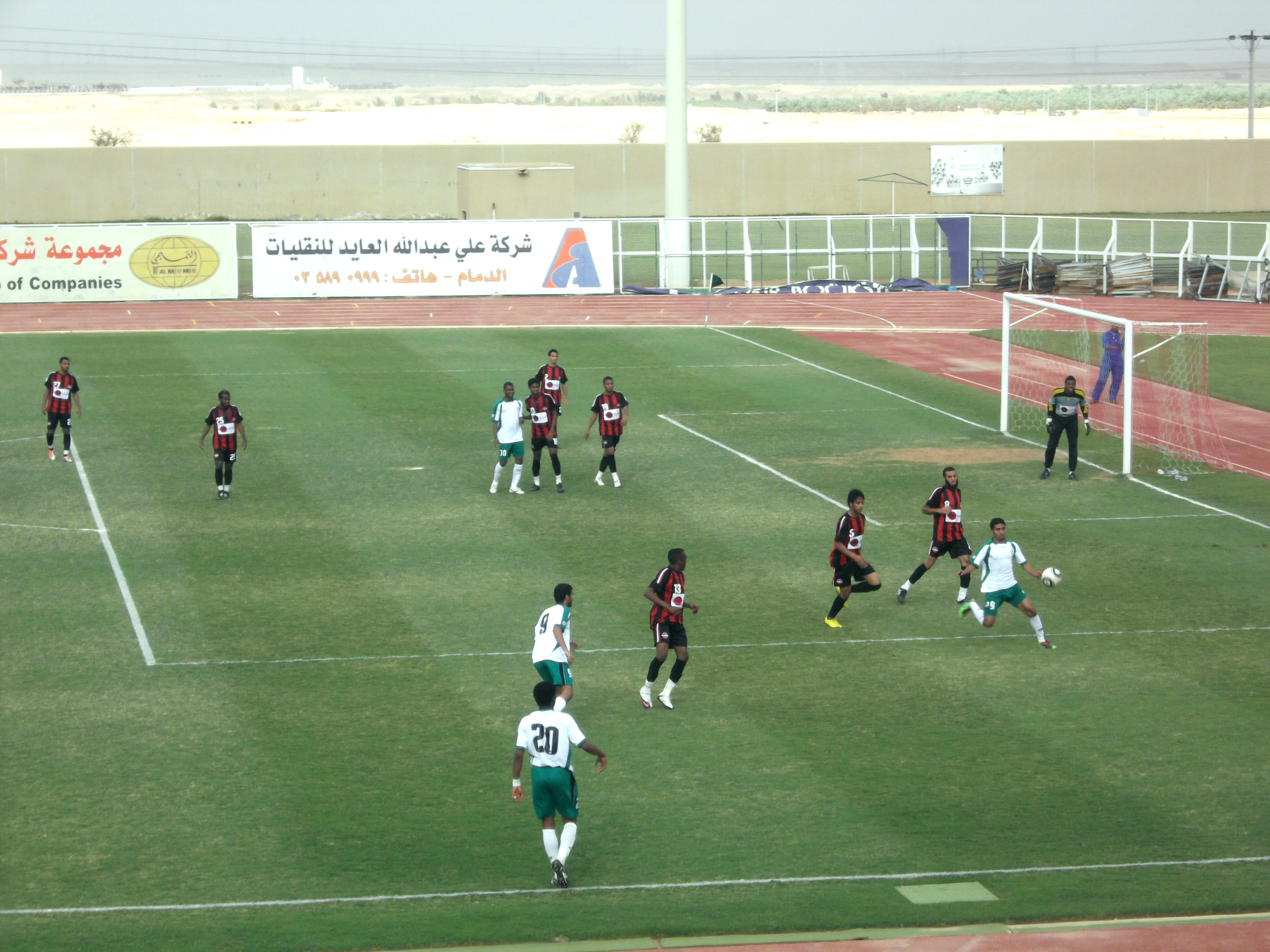
نادي النجمة ونادي الرياض أثناء المباراة في دوري الدرجة الأولى السعودي

في سنة 1977 ولأول مره، صعد الفريق الأول إلى دوري الدرجة الأولى، وهبط بعدها، وفي سنة 1989 شارك الفريق الأول بدورة الصعود إلى أندية دوري الدرجة الأولى في تبوك وحقق البطولة، ولعبة موسم 1989-90 في دوري الدرجة الأولى وأحتلت المركز الأول وحصلت على درع الدوري، ولعبة موسم 1990-91 في الدوري الممتاز لأول مرة في تاريخها. إلا انها احتلت المركز ماقبل الأخير لتعود إلى دوري الدرجة الأولى وتعلب موسم 1991-92 وتحتل المركز الثاني وتتأهل للمرة الثانية إلى الدوري الممتاز، وتلعب موسم 1992–93 فيه، وعادت لتهبط بعدما احتلت المركز ماقبل الأخير وهبط إلى دوري الدرجة الأولى، وعادت لتصعد في موسم 1993-94 بعدما تصدرت الدوري وحصلت على الدرع، ويبقى في الدوري الممتاز حتى هبط موسم 2002-03 إلى الدرجة الأولى، وحل في المركز الأخير بالدوري إلا ان قرار زيادة الفرق إلى 14 فريق أنقذ الفريق من الهبوط إلى دوري الدرجة الثانية، ليبقى بعد ذلك موسم آخر، ويهبط في موسم 2004-05 إلى دوري الدرجة الثانية، وبقي لخمسة مواسم حتى تمكن في موسم 2009-10 من الصعود إلى دوري الدرجة الأولى.
وفي موسم 1997-98 لعب في كأس ولي العهد وأنتصر في مباراتين حتى وصل إلى نصف نهائي وخسر بهدفين لصفر من الهلال.

### الدوري السعودي الممتاز 1997-98
يعتبر موسم 1997-98 هو الأبرز في تاريخ فريق كرة القدم لنادي النجمة، فقد حقق الفريق المركز الرابع وضمن دخوله المربع الذهبي ولأول مرة في تاريخة، وأول نادي يبلغ تلك المرحلة من منطقة القصيم. وقد حصد 41 نقطة من 22 مباراة لعبها، وفي المربع الذهبي خسر من الشباب في لقاءين 4-1 و 1-0 ومن الأهلي 2-1 في مباراة تحديد المركزين الثالث والرابع.
وحصل لاعب الفريق سليمان الحديثي على لقب هداف المسابقة برصيد 16 هدفاً، وليصبح بذلك أول لاعب من منطقة القصيم يتمكن من الفوز بذلك اللقب.
| الترتيب | الفريق  | لعب | فاز | تعادل | خسر | له | عليه | الفرق | النقاط | المتأهلين والهابطين                |
| ------- | ------- | --- | --- | ----- | --- | -- | ---- | ----- | ------ | ---------------------------------- |
| 1       | الهلال  | 22  | 14  | 3     | 5   | 40 | 24   | +16   | 45     | المربع الذهبي                      |
| 2       | الأهلي  | 22  | 13  | 2     | 7   | 39 | 29   | +10   | 41     | المربع الذهبي                      |
| 3       | النجمة  | 22  | 13  | 2     | 7   | 34 | 29   | +5    | 41     | المربع الذهبي                      |
| 4       | الشباب  | 22  | 10  | 9     | 3   | 46 | 29   | +17   | 39     | المربع الذهبي                      |
| 5       | النصر   | 22  | 9   | 4     | 9   | 31 | 28   | +3    | 31     |                                    |
| 6       | الاتفاق | 22  | 8   | 7     | 7   | 29 | 33   | -4    | 31     |                                    |
| 7       | الاتحاد | 22  | 7   | 7     | 8   | 28 | 32   | -4    | 28     |                                    |
| 8       | الوحدة  | 22  | 6   | 8     | 8   | 29 | 32   | -3    | 26     |                                    |
| 9       | الطائي  | 22  | 5   | 9     | 8   | 28 | 38   | -10   | 24     |                                    |
| 10      | الرياض  | 22  | 6   | 5     | 11  | 41 | 38   | +3    | 23     |                                    |
| 11      | الشعلة  | 22  | 4   | 7     | 11  | 23 | 36   | -13   | 19     | هبط إلى دوري الدرجة الأولى السعودي |
| 12      | التعاون | 22  | 3   | 5     | 14  | 18 | 38   | -20   | 14     | هبط إلى دوري الدرجة الأولى السعودي |

#### الدور الأول (الذهاب)
| الشباب                                                                             | 4-1 | النجمة                   |
| ---------------------------------------------------------------------------------- | --- | ------------------------ |
| إيمرسون فيريرا 24' · عبد الله الواكد 27' · عبد الله الواكد 40' · مرزوق العتيبي 43' |     | 35' (ر.ج) سليمان الحديثي |

#### الدور الأول (الإياب)
| النجمة | 0-1 | الشباب                  |
| ------ | --- | ----------------------- |
|        |     | 92' (ر.ج) سعيد العويران |

#### مباراة تحديد المركز الثالث
| النجمة          | 1-2 | الأهلي                                 |
| --------------- | --- | -------------------------------------- |
| محمد المنيف 18' |     | 11' (ر.ج) طلال المشعل · 95' بندر الريس |

## تشكيلة الفريق الحالية
ملاحظة: تشير الأعلام إلى المنتخب بحسب قواعد الأهلية المعتمدة من قبل الفيفا؛ تنطبق بعض الاستثناءات المحدودة. وقد يحمل اللاعبون أكثر من جنسية لا تعترف بها الفيفا.
| الرقم | البلد    | المركز | اللاعب             |
| ----- | -------- | ------ | ------------------ |
| 2     | السعودية | مدافع  | أسامة البواردي     |
| 3     | السعودية | مدافع  | منيف دوشي          |
| 6     | السعودية | وسط    | خالد عيد           |
| 8     | السعودية | وسط    | زياد القحطاني      |
| 9     | هولندا   | مهاجم  | سيلا سو            |
| 10    | السعودية | وسط    | فيصل المطيري       |
| 11    | السعودية | مهاجم  | ريان عناد          |
| 14    | السعودية | وسط    | عبد الله الصغير    |
| 17    | السعودية | وسط    | محمد الفريدي       |
| 18    | السعودية | وسط    | عبد العزيز الحرابي |
| 20    | السعودية | وسط    | نواف الرشودي       |
| 22    | السعودية | حارس   | خالد المقيطيب      |
| 23    | البرازيل | مهاجم  | ليو تيليكا         |

| الرقم | البلد    | المركز | اللاعب                                   |
| ----- | -------- | ------ | ---------------------------------------- |
| 26    | الجزائر  | وسط    | بيلال عواشرية                            |
| 29    | السعودية | وسط    | فهد الطالب (معار من نادي النصر)          |
| 33    | السعودية | مدافع  | رياض الأسمري                             |
| 34    | السعودية | حارس   | عزام الحصين                              |
| 47    | السعودية | مدافع  | عبد الرحمن العبيد (معار من نادي الاتحاد) |
| 50    | السعودية | وسط    | رياض البراهيم                            |
| 53    | العراق   | مدافع  | علي عدنان                                |
| 55    | السعودية | مدافع  | صالح آل بو عليان                         |
| 70    | السعودية | مدافع  | أحمد المولد                              |
| 77    | السعودية | مهاجم  | عبد الله خطاب                            |
| 90    | السعودية | مهاجم  | عمر الرويلي                              |
| 93    | البرازيل | حارس   | ماكس والف                                |

## أبرز لاعبين كرة القدم على مر تاريخ النادي

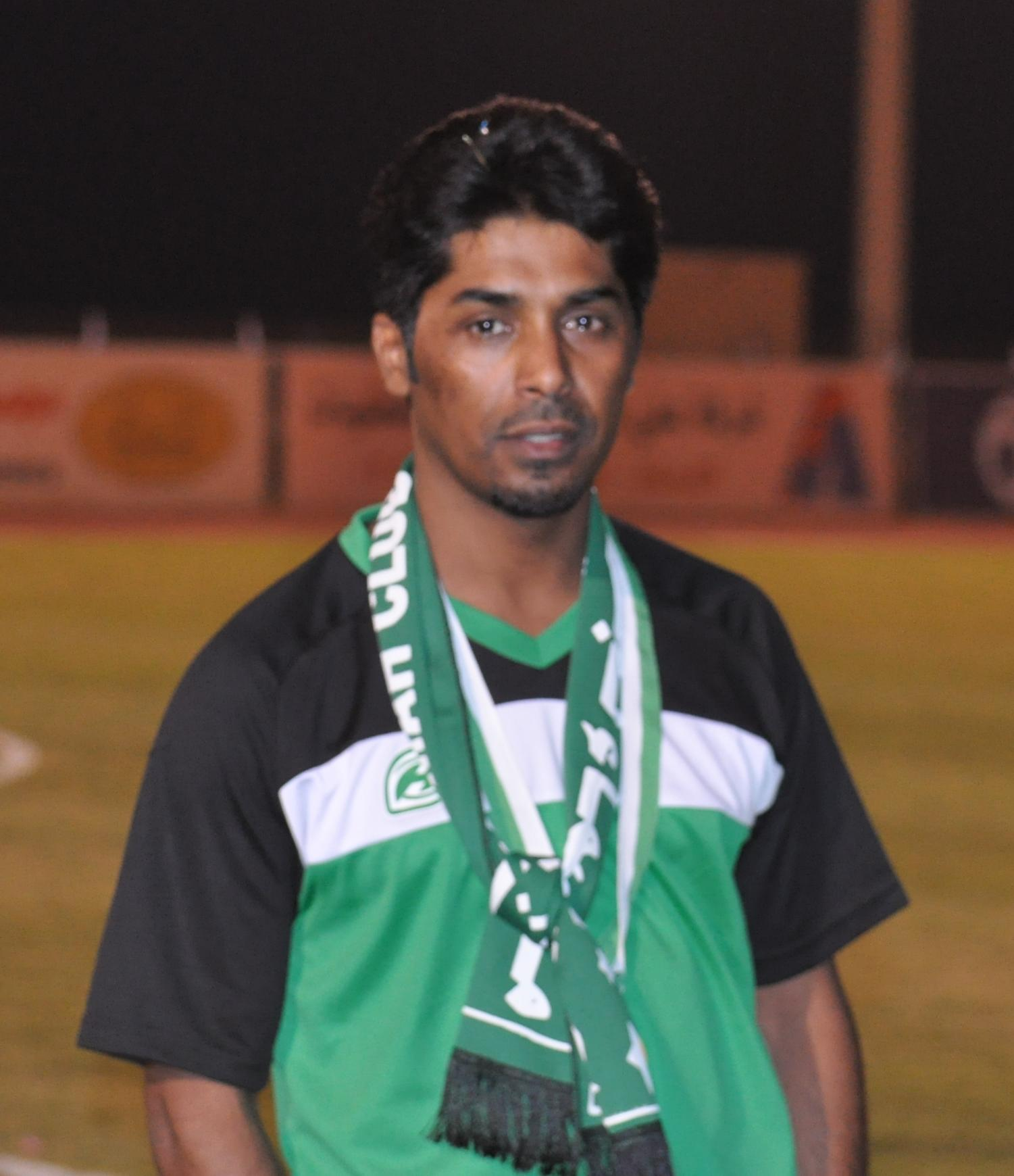
منصور الموسى يعتبر أبرز لاعب في تاريخ النادي.

• محمد المطلق
- سليمان الحديثي
- محمد الدبيبي
- منصور الموسى
- مشعل التركي
- يوسف الجسار
- محمد المنيف
- إسحاق كواكي
- محمد حسين

## مدربو الفريق
- محمد جيلاني
- السيد العوض
- حمد الصغير
- صالح شاهين
- أحمد مصطفى
- ناصر الميم
- الميرغني
- حمد الصغير
- حمد الحارثي
- عبد الرحمن منصور
- علي رشاد
- عادل زين
- علي السالمي
- خريستوف اندنوف
- يوسف الزواوي
- المنصف بن مشارك
- الأسعد بن معمر

## إنجازات النادي

### كرة القدم
- دوري الدرجة الأولى السعودي : 1

1991
- دوري الدرجة الثانية السعودي : 1

2009
- بطولة منطقة القصيم : 4

1976, 1983, 1986, 1987

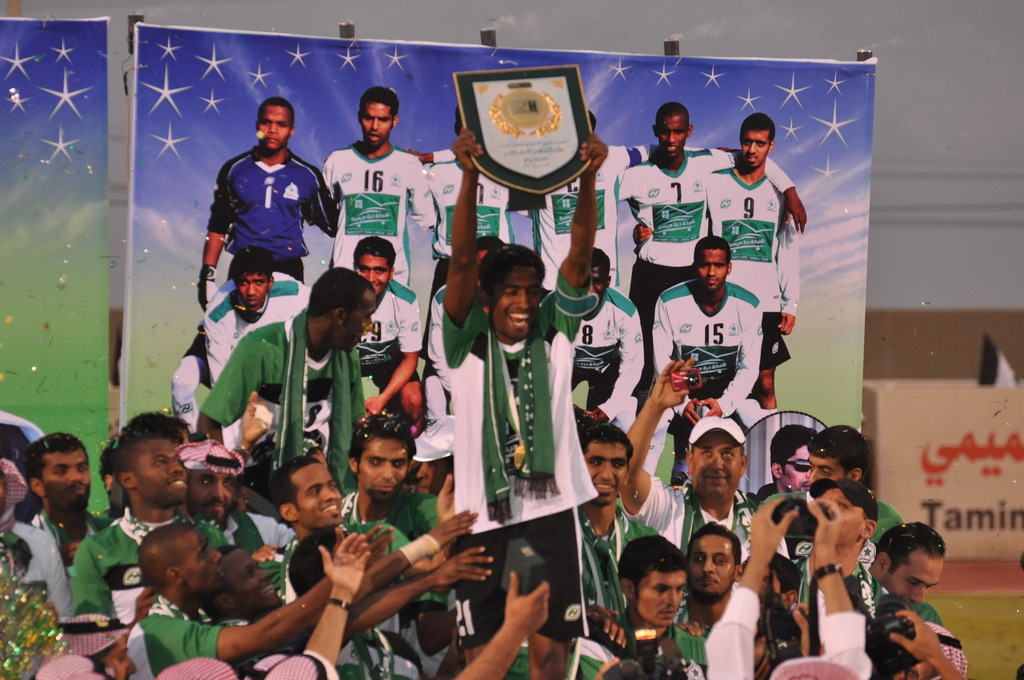
قائد فريق النجمة محمد الهميلي يرفع درع دوري الدرجة الثانية 2009-10.

- بطولة الصعود لأندية الدرجة الأولى :

1989

## رؤساء النادي
كان أول من جمع الفريق هو عايد بن محمد السريع ليأتي إبراهيم النهابي كأول رئيس في تاريخ النادي. أعقبه أحمد بن عبد الرحمن المغيولي. ثم عقدت الجمعية العمومية ولأول مرة في 2 أكتوبر 1965, لتشكيل مجلس إدارة، خلفاً للهيئة الإدارية التي مارست مهامها قرابة خمس سنوات. وقد فاز بمقعد الرئيس عبد الرحمن المشاري.

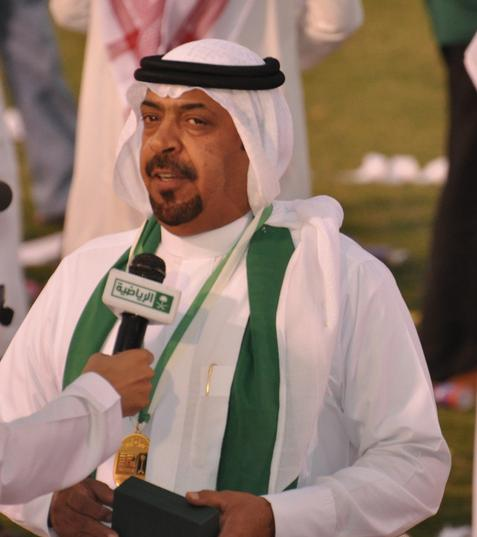
إبراهيم السيوفي رئيس نادي النجمة منذ 2009.

| الاسم              | من   | إلى  |
| ------------------ | ---- | ---- |
| عبد الرحمن المشاري | 1965 | 1965 |
| محمد السبيعي       | 1965 | 1967 |
| عبد العزيز الهذيل  | 1967 | 1968 |
| إبراهيم الميمان    | 1968 | 1977 |
| إبراهيم النهابي    | 1974 | 1977 |
| صالح الواصل        | 1977 | 2000 |
| صالح الصويان       | 2000 | 2001 |
| صالح الواصل        | 2001 | 2002 |
| سلوم السلوم        | 2002 | 2003 |
| سليمان العليان     | 2003 | 2005 |
| صالح الواصل        | 2005 | 2009 |
| إبراهيم السيوفي    | 2009 | 2012 |

## أعضاء مجلس الإدارة
| عبد العزيز الزنيدي | 2012 | حتى الان |
| ------------------ | ---- | -------- |

| رئيس مجلس الإدارة                 | عبد العزيز الزنيدي |
| نائب رئيس مجلس الإدارة            | منصور الدليقان     |
| الرئيس التنفيذي                   | عبد الله الغميز    |
| أمين الصندوق وعضو في مجلس الإدارة | أحمد القوبع        |
| المدير التنفيذي على الفريق الأول  | ياسر الحايك        |
| المشرف على القطاعات السنية        | أسامة السلوم       |
| مدير الاحتراف                     | د. محمد الزيداني   |
| عضو مجلس الإدارة ومدير المنشأة    | محمد البطشان       |
| عضو مجلس إدارة                    | بندر الحمودي       |
| عضو مجلس إدارة                    | عبد الرحمن القبيل  |
| عضو مجلس إدارة                    | حمد السريع         |
| إداري الشباب                      | طارق الثويني       |
| إداري الناشئين                    | مالك البطشان       |

## انظر ايضاً
- نادي الهلال
- نادي النصر

## وصلات خارجية
- منتدى صوت الجمهور النجماوي